# Josip Iličić
Josip Iličić (Pronúncia croata: [jǒsip ǐlitʃitɕ]; Prijedor, 29 de janeiro de 1988) é um futebolista esloveno-croata nascido na atual Bósnia-Herzegovina  que atua como meia-atacante. Atualmente, joga no Maribor.
Ele começou sua carreira profissional no clube esloveno Bonifika, mais tarde também jogando pelo Interblock e Maribor em seu país, antes de se mudar para a Itália em 2010 para ingressar no Palermo. Em 2013, ele assinou pela Fiorentina e, posteriormente, pela Atalanta em 2017. Ele teve seu melhor momento com a Atalanta, marcando onze ou mais gols na liga em cada um dos primeiros três anos no clube e sendo premiado com uma vaga na Equipe do Ano da Série A de 2018-19. Ele é o primeiro jogador a marcar quatro gols fora de casa e o jogador mais velho a marcar quatro gols em uma eliminatória da Liga dos Campeões.
Ele estreou pela Seleção Eslovena em Agosto de 2010, num amistoso contra a Austrália. Três anos depois de sua estreia, ele marcou seu primeiro gol contra o Chipre em setembro de 2013.

## Carreira

### Início de carreira
Nascido em Prijedor, Iličić começou a carreira jogando nas categorias de base do Triglav Kranj e posteriormente no Britof. Aos 19 anos, ele se transferiu para o SC Bonifika, onde jogou por uma temporada na Segunda Divisão Eslovena. Foi quando seu talento foi descoberto pelo Interblock, onde permaneceu por duas temporadas jogando na Primeira Divisão Eslovena. No final da temporada de 2009-10, o Interblock foi rebaixado para a Segunda Divisão. Apesar de ser um dos melhores jogadores do seu clube e uma das melhores perspectivas do futebol esloveno, Iličić terminou a temporada como reserva.
Com 21 anos, Iličić cogitou a ideia de terminar a sua carreira de jogador, mas algumas semanas depois recebeu um telefonema de Zlatko Zahovič, o diretor de futebol do Maribor, que propôs que ele assinasse pelo clube. Numa decisão que mudou a sua vida, Iličić aceitou a oferta imediatamente e mudou-se para a segunda maior cidade da Eslovénia, onde teve um grande impacto desde o início, ao marcar dois gols contra o Hibernian na Europa League em julho de 2010. Ele marcou novamente, no jogo de volta da Europa League contra o Palermo, que terminou com uma vitória por 3-2 para a equipa eslovena. No dia seguinte, foi confirmado que o Palermo tinha adquirido Iličić e o seu companheiro de equipe, Armin Bačinović. A taxa de transferência paga por Palermo não foi divulgada pelo clube, mas foi relatada em cerca de € 2,3 milhões.

### Palermo
Iličić estreou pelo Palermo na Serie A em 12 de setembro de 2010 contra o Brescia, substituindo Giulio Migliaccio no segundo tempo. Na rodada seguinte, ele já era titular e marcou seu primeiro gol pelo clube contra a Internazionale. Em 23 de setembro de 2010, ele marcou seu segundo gol da temporada, desta vez contra a Juventus. Suas boas atuações contra as principais equipes italianas continuaram quando ele marcou um gol contra a Fiorentina em 3 de outubro de 2010 e contra a Roma em 28 de novembro de 2010.
Em 20 de junho de 2011, Iličić assinou um novo contrato de cinco anos. Ele mudou o número de sua camisa para 27 em 16 de agosto de 2011. No entanto, na temporada de 2011-12, ele não jogou bem principalmente devido a Javier Pastore - parceiro de meio-campo - ter sido vendido para o Paris Saint-Germain. Na temporada de 2012–13, ele recebeu um novo companheiro de meio campo, Franco Brienza, em uma formação 3-4-2-1 do novo técnico Gian Piero Gasperini. O melhor momento de Iličić na temporada veio em 24 de novembro de 2012, quando ele marcou dois gols na vitória por 3-1 contra o Catania.

### Fiorentina
Em 23 de julho de 2013, o Palermo confirmou oficialmente a venda do Iličić para a rival da Série A, a Fiorentina, em seu site. Posteriormente, o negócio foi anunciado oficialmente pela Fiorentina em seu site. A taxa de transferência foi de € 9 milhões.
Ele marcou seis gols em sua primeira temporada na Fiorentina. A temporada de 2014-15 foi mais bem-sucedida para ele, terminando como o artilheiro do clube com dez gols junto com Mario Gómez.

### Atalanta

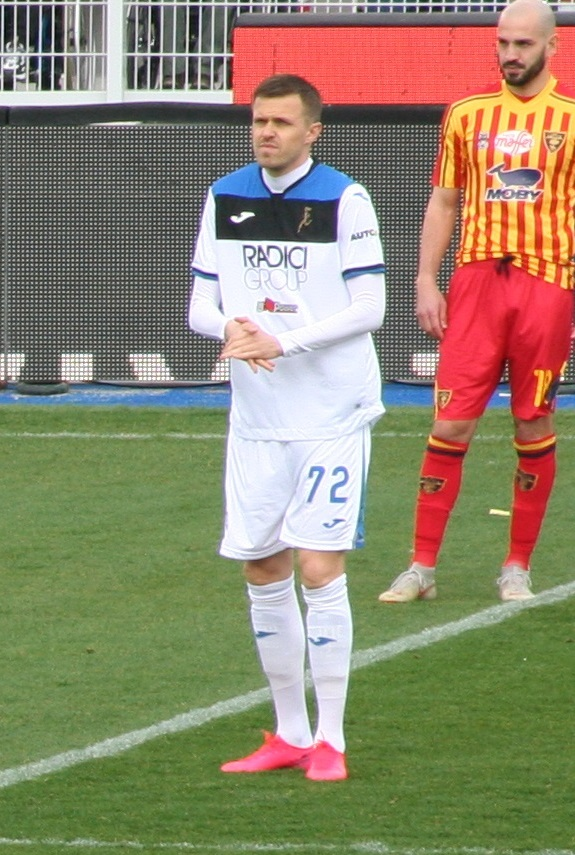
Iličić na Atalanta em 2020

Em 5 de julho de 2017, a Atalanta assinou com Iličić por uma taxa de € 5,5 milhões, depois que a Fiorentina se recusou a lhe oferecer uma extensão de contrato. Iličić teve um impacto imediato em seu primeiro ano no Atalanta ao marcar 11 gols.
Na temporada seguinte, ele marcou doze vezes em uma temporada que a Atalanta terminou em terceiro na Serie A e garantiu uma vaga na fase de grupos da Champions League pela primeira vez. Ele também foi premiado com uma vaga na Equipe do Ano da Série A de 2018-19, junto com seu colega de equipe, Duván Zapata.
Em 25 de janeiro de 2020, ele marcou um hat-trick na vitória por 7-0 sobre o Torino.
Em 10 de março de 2020, Iličić marcou todos os quatro gols da Atalanta nas oitavas-de-final da Liga dos Campeões contra o Valencia, garantindo uma vitória por 4–3 e ajudando a Atalanta a chegar às quartas-de-final. Ele se tornou o primeiro jogador na história da competição a marcar quatro gols em uma eliminatória fora de casa e o jogador mais velho a marcar quatro gols em uma única partida na competição aos 32 anos e 41 dias. Iličić recebeu o prémio de Jogador da Semana da UEFA após essa exibição. Mais tarde, em 2020, ele foi nomeado para a Equipa Masculina do Ano da UEFA.

## Carreira internacional
Em outubro de 2008, Iličić estreou na Seleção Eslovena Sub-20 - curiosamente, contra com a Croácia, terra das origens étnicas do jogador. Ao todo, ele fez quatro partidas pela equipe, todas na Copa Mirop. Ele também jogou pela Seleção Sub-21 entre 2009 e 2010, incluindo duas partidas nas eliminatórias para o Campeonato Europeu de Futebol Sub-21 de 2011.
Iličić estreou pela Seleção Eslovena principal em um amistoso contra a Austrália em 11 de agosto de 2010, já após a Copa do Mundo FIFA de 2010, para a qual não fora convocado - não estivera nem mesmo na lista preliminar de 30 nomes. Ele marcou seu primeiro gol pela seleção em 10 de setembro de 2013, contra o Chipre.

## Estilo de jogo
Um jogador predominantemente canhoto, Iličić é capaz de jogar como um segundo atacante, meio-campista ou lateral em qualquer um dos flancos ou até mesmo em um papel central como meio-campista ofensivo em um 4–2–3–1 ou um 4–3 –1–2. Seu ex-técnico do Palermo, Bortolo Mutti, acreditava que o sistema 4–3–3 era a formação perfeita para suas características, já que lhe permitia jogar no flanco direito, uma posição a partir da qual ele poderia cortar por dentro e chutar com seu pé esquerdo. Durante seu tempo na Atalanta, ele foi frequentemente usado em uma função avançada em uma formação 3-4-3 sob o comando do treinador Gian Piero Gasperini.
Um atacante poderoso que chuta com ambos os pés, ele é altamente considerado por seu toque na bola, técnica, habilidade de drible, criatividade, força física, liderança e personalidade forte; ele também é conhecido por cobrar bem as faltas e os pênaltis.
Ele é um jogador possui postura e elegância na posse da bola, apesar de sua alta estatura, constituição atlética e falta de ritmo ou aceleração significativa. Apesar de seu talento e habilidade, ele foi acusado por alguns especialistas de ser inconsistente e também recebeu críticas sobre seu caráter difícil, posicionamento defensivo e falta de consciência tática, em particular em sua juventude, embora tenha conseguido melhorar no aspecto mental conforme amadurecia e sua carreira progredia. Seu estilo de jogo e velocidade de pensamento lhe valeram o apelido de Il Professore ("O Professor") na mídia italiana.

## Vida pessoal
Josip Iličić nasceu em Prijedor, atual Bósnia e Herzegovina, e mudou-se para Kranj, atual Eslovênia, quando tinha apenas um ano de idade, junto com sua mãe Ana e seu irmão Igor, após a morte de seu pai. Certa vez, Iličić foi questionado em uma entrevista se ele estaria interessado em jogar pela Seleção Croata, devido à sua ascendência, mas ele respondeu que nunca teria aceitado a oferta pelo fato de ter vivido na Eslovênia durante toda a sua vida. Mais tarde, ele fez um comentário semelhante sobre a Bósnia e Herzegovina, o país onde nasceu.
Em 2020, ele sofreu de depressão devido ao COVID-19.

## Estatísticas
Atualizado em 20 de maio de 2021.

### Clubes
| Clube             | Temporadas        | Liga              | Liga  | Liga | Copa  | Copa | Continental | Continental | Outros | Outros | Total | Total |
| Clube             | Temporadas        | Divisões          | Jogos | Gols | Jogos | Gols | Jogos       | Gols        | Jogos  | Gols   | Jogos | Gols  |
| ----------------- | ----------------- | ----------------- | ----- | ---- | ----- | ---- | ----------- | ----------- | ------ | ------ | ----- | ----- |
| Bonifika          | 2007–08           | 2. SNL            | 24    | 3    | —     | —    | —           | —           | —      | —      | 24    | 3     |
| Interblock        | 2008–09           | 1. SNL            | 27    | 9    | 4     | 1    | —           | —           | 0      | 0      | 31    | 10    |
| Interblock        | 2009–10           | 1. SNL            | 28    | 3    | 3     | 1    | 2           | 0           | 2      | 0      | 35    | 4     |
| Interblock        | Total             | Total             | 55    | 12   | 7     | 2    | 2           | 0           | 2      | 0      | 66    | 14    |
| Maribor           | 2010–11           | 1. SNL            | 5     | 1    | 0     | 0    | 6           | 3           | —      | —      | 11    | 4     |
| Palermo           | 2010–11           | Serie A           | 34    | 8    | 5     | 0    | 0           | 0           | —      | —      | 39    | 8     |
| Palermo           | 2011–12           | Serie A           | 33    | 2    | 1     | 3    | 2           | 1           | —      | —      | 36    | 6     |
| Palermo           | 2012–13           | Serie A           | 31    | 10   | 1     | 1    | —           | —           | —      | —      | 32    | 11    |
| Palermo           | Total             | Total             | 98    | 20   | 7     | 4    | 2           | 1           | —      | —      | 107   | 25    |
| Fiorentina        | 2013–14           | Serie A           | 21    | 3    | 2     | 1    | 8           | 2           | —      | —      | 31    | 6     |
| Fiorentina        | 2014–15           | Serie A           | 25    | 8    | 2     | 0    | 7           | 2           | —      | —      | 34    | 10    |
| Fiorentina        | 2015–16           | Serie A           | 30    | 13   | 1     | 0    | 6           | 2           | —      | —      | 37    | 15    |
| Fiorentina        | 2016–17           | Serie A           | 29    | 5    | 2     | 0    | 4           | 1           | —      | —      | 35    | 6     |
| Fiorentina        | Total             | Total             | 105   | 29   | 7     | 1    | 25          | 7           | —      | —      | 137   | 37    |
| Atalanta          | 2017–18           | Serie A           | 31    | 11   | 4     | 0    | 6           | 4           | —      | —      | 41    | 15    |
| Atalanta          | 2018–19           | Serie A           | 31    | 12   | 5     | 1    | 0           | 0           | —      | —      | 36    | 13    |
| Atalanta          | 2019–20           | Serie A           | 26    | 15   | 1     | 1    | 7           | 5           | —      | —      | 34    | 21    |
| Atalanta          | 2020–21           | Serie A           | 28    | 6    | 3     | 0    | 6           | 1           | —      | —      | 37    | 7     |
| Atalanta          | Total             | Total             | 116   | 44   | 13    | 2    | 19          | 10          | —      | —      | 148   | 56    |
| Total da carreira | Total da carreira | Total da carreira | 403   | 109  | 34    | 9    | 54          | 21          | 2      | 0      | 493   | 139   |

### Seleção
| Seleção   | Anos  | Jogos | Gols |
| --------- | ----- | ----- | ---- |
| Eslovênia | 2010  | 6     | 0    |
| Eslovênia | 2011  | 8     | 0    |
| Eslovênia | 2012  | 8     | 0    |
| Eslovênia | 2013  | 1     | 1    |
| Eslovênia | 2014  | 4     | 0    |
| Eslovênia | 2015  | 8     | 1    |
| Eslovênia | 2016  | 9     | 0    |
| Eslovênia | 2017  | 6     | 3    |
| Eslovênia | 2018  | 5     | 0    |
| Eslovênia | 2019  | 10    | 4    |
| Eslovênia | 2020  | 3     | 1    |
| Eslovênia | 2021  | 3     | 1    |
| Total     | Total | 71    | 11   |